# Concurso de camisetas mojadas

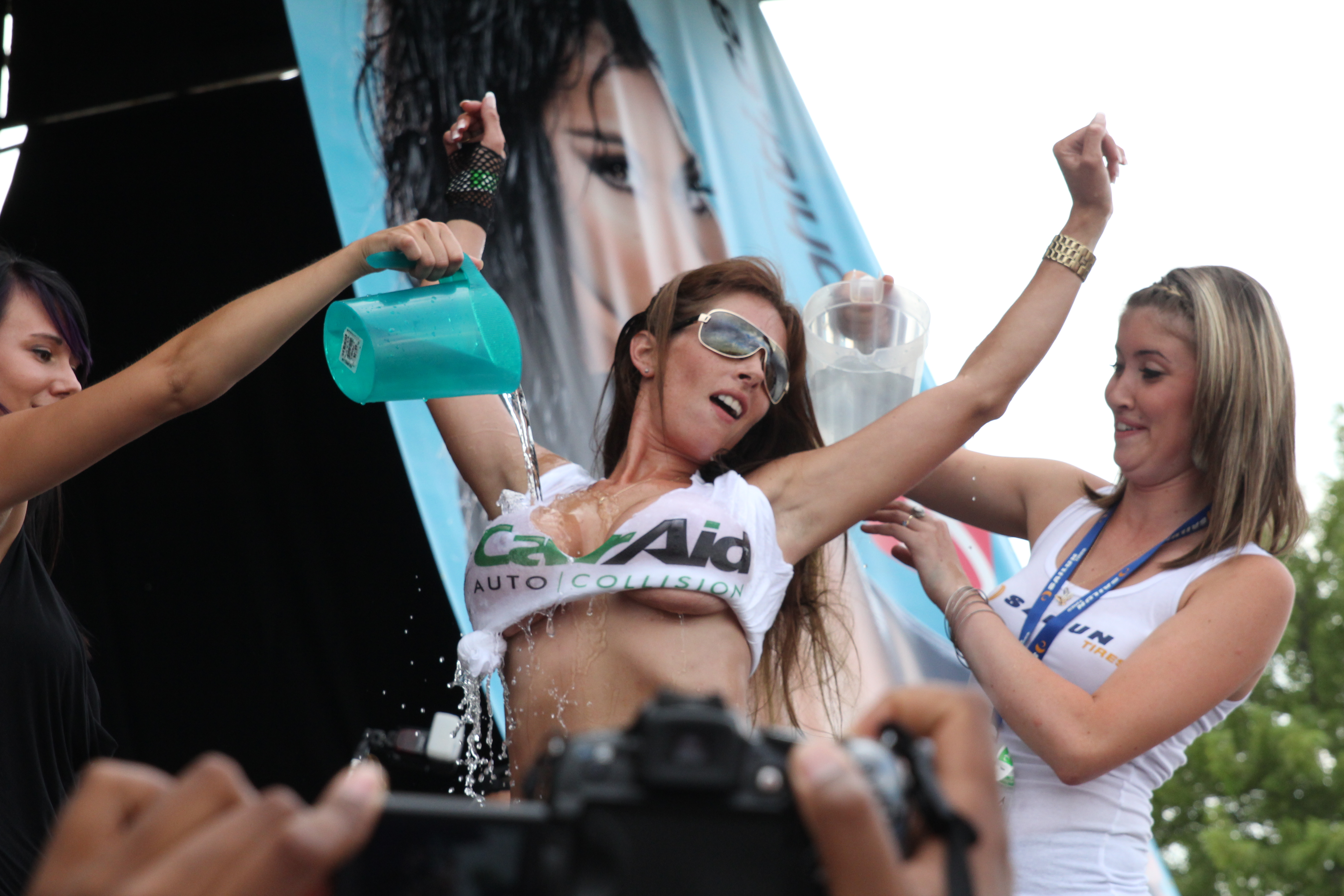
Joven durante el desarrollo de un concurso. La participante lleva subida la camiseta, exhibiendo así el vientre y parte de los pechos (fotografía tomada en julio de 2011).

Un concurso de camisetas mojadas (en inglés, Wet T-shirt contest) es un espectáculo de carácter exhibicionista, en que las participantes son abundantemente rociadas con agua fría (a menudo con hielo) durante el tiempo que dura el mismo.
Constituyen una manifestación muy característica de la cultura festiva estadounidense, estrechamente relacionada con las celebraciones universitarias, y suelen desarrollarse en un contexto vacacional, sobre todo en destinos turísticos costeros, como California o Florida, donde la juventud acude en masa y este modo de diversión desenfadada goza de gran popularidad.
Dependiendo de las leyes locales, las participantes pueden quitarse o no las camisetas durante su actuación.

## Antecedentes
Su origen inmediato parece remontarse a una famosa escena de la película Abismo, de 1977, en que Gail Berke, interpretada por la actriz francesa Jacqueline Bisset, tras bañarse en el mar, sube a un barco de recreo, vestida con una camiseta blanca que deja entrever el busto de la protagonista.
En todo caso, cabe mencionar que ya en los primeros años del siglo XIX, se pusieron de moda ciertos vestidos confeccionados a base de muselina blanca que, previamente humedecidos, resaltaban aún más las formas femeninas. Al parecer, muchas mujeres fallecieron a causa de las fuertes pulmonías producidas por semejante práctica, lo que llevó a conocerla como «la enfermedad de la muselina».

## Características del concurso

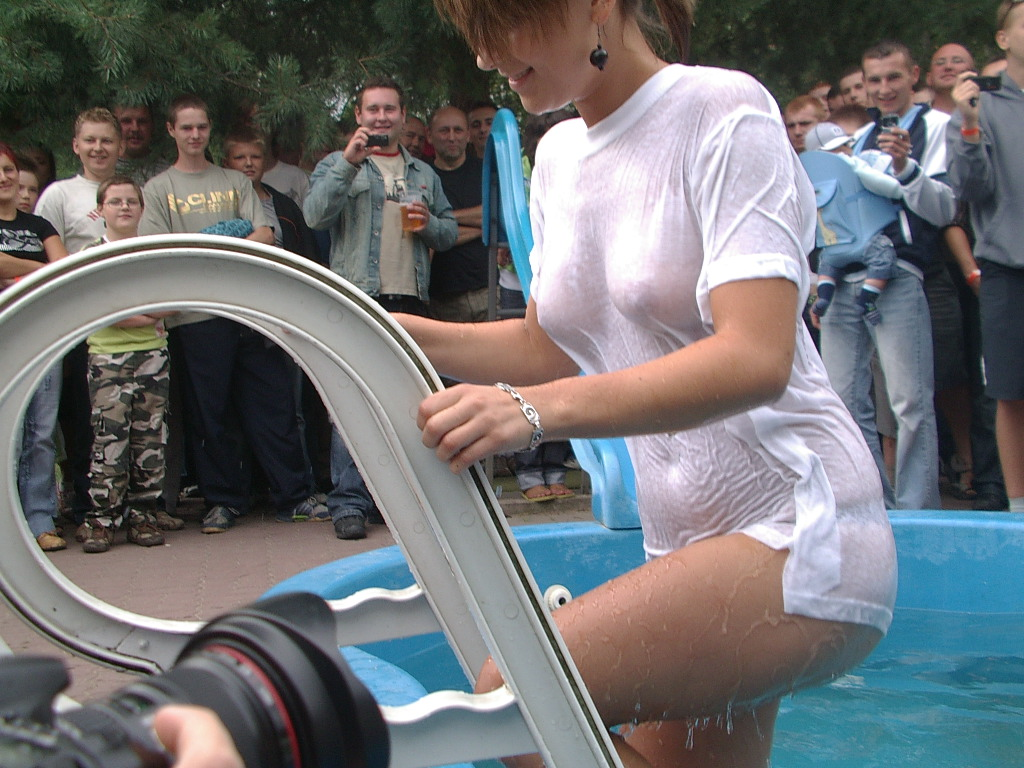
Las camisetas mojadas se adhieren a la piel marcando la forma del busto (fotografía tomada en Morsko, Polonia, en agosto de 2008).

Los concursos de camisetas mojadas suelen estar protagonizados por jóvenes o adolescentes que actúan ante un público mayoritariamente masculino y tienen lugar en pubs, discotecas o en los propios complejos hoteleros en que se alojan.
Estas llevan camisetas blancas o de colores claros, sin sujetador, top ni otra prenda en el torso. Generalmente, completa la equipación un escueto minishort (suele ser negro) y/o una mínima tanga.
A lo largo del concurso, son rociadas con agua para que las camisetas se vuelvan translúcidas y se adhieran a sus pechos. En muchos casos, se encuentra a baja temperatura, propiciando así la contracción de las mamas y la erección de los pezones. Una vez mojadas, las participantes desfilan, posan y bailan ante el público, intentando provocar una reacción positiva. Esta reacción más o menos favorable de los espectadores, junto con el veredicto del jurado, servirán para determinar quién es la ganadora.
En concursos más atrevidos, las participantes se suben o desgarran estratégicamente las camisetas para mostrar sus vientres y/o parte de los pechos. No resulta extraño en estos certámenes que se quiten aquellas (toples), llegando incluso, a veces, a enseñar la zona púbica y las nalgas.

## Los concursos de camisetas mojadas como espectáculo erótico

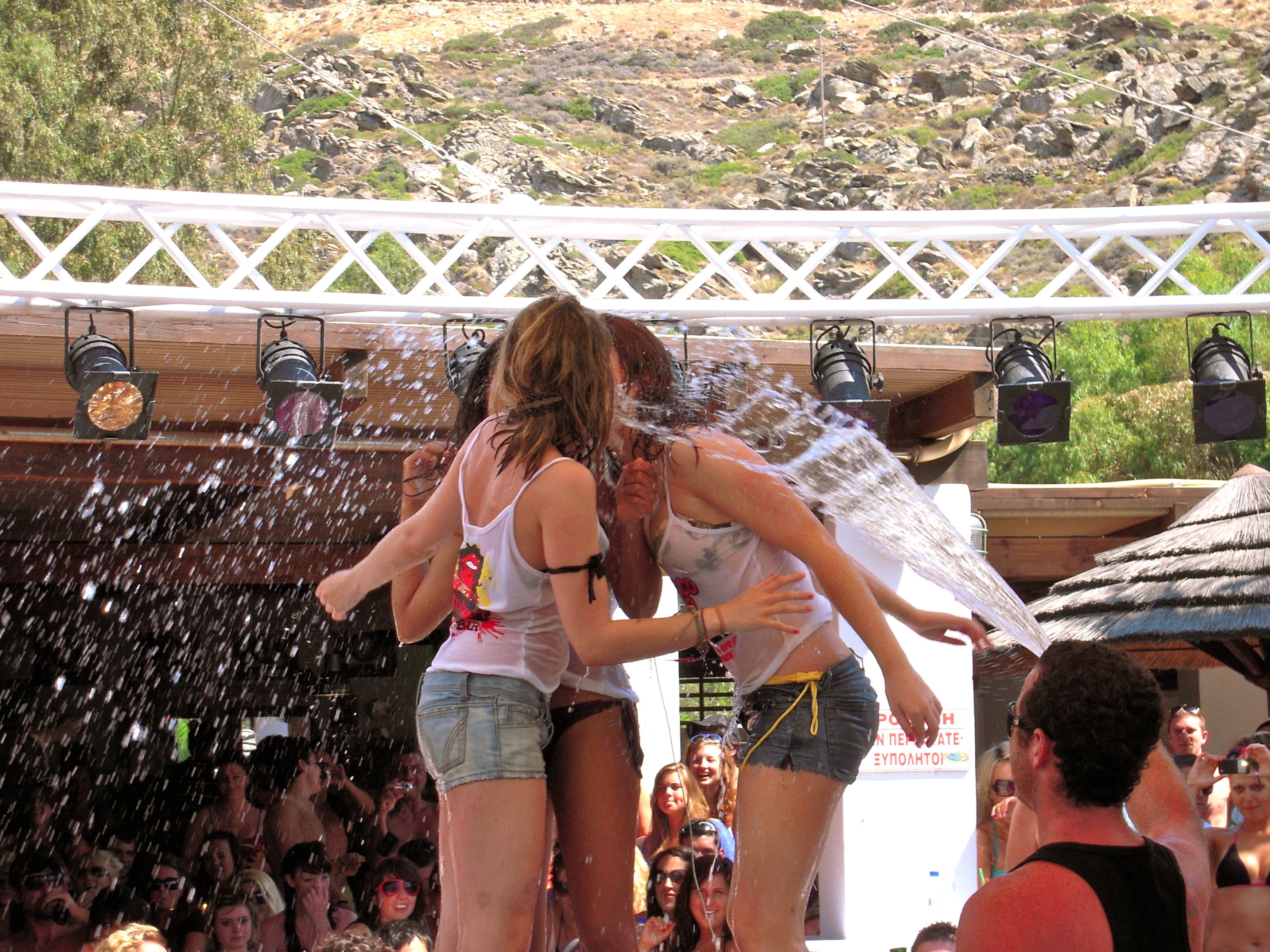
Jóvenes durante un concurso de camisetas mojadas (fotografía tomada en junio de 2009).

En ocasiones, los concursos de camisetas mojadas  son considerados como verdaderos espectáculos eróticos, a causa de su contenido sexual, más allá de los límites de un evento al uso. En estos casos, las participantes muestran actitudes lésbicas sexualmente insinuantes o explícitas, acariciándose y besándose mientras bailan.

## Decadencia del concurso
La generalización del uso de cámaras en los teléfonos móviles, así como la distribución y venta de vídeos, a veces, de alto contenido erótico, han desencadenado a partir de los primeros años del presente siglo la natural cautela entre muchas jóvenes aficionadas a estos certámenes.
Ya con anterioridad, los problemas surgidos en torno a la celebración de las denominadas Spring break (en español, «Vacaciones de primavera»), especialmente en Fort Lauderdale, Florida, supusieron el comienzo del declive de este tipo de fiestas.